# Vitolo (labdarúgó, 1989)
Vitolo vagy teljes nevén Víctor Machín Pérez (Las Palmas, 1989. november 2. –) spanyol válogatott labdarúgó. 2014-ben, 2015-ben, és 2016-ban Európa-ligát nyert a Sevilla FC színeiben. 2024. december 22-én jelentette be visszavonulását az aktív labdarúgástól.

## Statisztikái

### Klubokban
2023. április 15-én lett frissítve.
| Klub                    | Szezon           | Bajnokság          | Bajnokság       | Bajnokság | Kupa            | Kupa  | Nemzetközi      | Nemzetközi | Egyéb           | Egyéb | Összesen        | Összesen |
| Klub                    | Szezon           | Bajnokság          | Pályára lépések | Gólok     | Pályára lépések | Gólok | Pályára lépések | Gólok      | Pályára lépések | Gólok | Pályára lépések | Gólok    |
| ----------------------- | ---------------- | ------------------ | --------------- | --------- | --------------- | ----- | --------------- | ---------- | --------------- | ----- | --------------- | -------- |
| Las Palmas B            | 2008–09          | Segunda División B | 21              | 4         | —               | —     | —               | —          | 2               | 0     | 23              | 4        |
| Las Palmas B            | összesen         | összesen           | 21              | 4         | 0               | 0     | 0               | 0          | 2               | 0     | 23              | 4        |
| Las Palmas              | 2010–11          | Segunda División   | 10              | 1         | 0               | 0     | —               | —          | —               | —     | 10              | 1        |
| Las Palmas              | 2011–12          | Segunda División   | 36              | 10        | 0               | 0     | —               | —          | —               | —     | 36              | 10       |
| Las Palmas              | 2012–13          | Segunda División   | 39              | 15        | 3               | 0     | —               | —          | 2               | 0     | 44              | 15       |
| Las Palmas              | összesen         | összesen           | 85              | 26        | 3               | 0     | 0               | 0          | 2               | 0     | 90              | 26       |
| Sevilla                 | 2013–14          | La Liga            | 29              | 4         | 0               | 0     | 16              | 4          | —               | —     | 45              | 8        |
| Sevilla                 | 2014–15          | La Liga            | 28              | 6         | 2               | 0     | 11              | 3          | 1               | 0     | 42              | 9        |
| Sevilla                 | 2015–16          | La Liga            | 28              | 2         | 6               | 1     | 12              | 2          | 1               | 0     | 47              | 5        |
| Sevilla                 | 2016–17          | La Liga            | 30              | 6         | 2               | 0     | 8               | 0          | 3               | 0     | 43              | 6        |
| Sevilla                 | Összesen         | Összesen           | 115             | 18        | 10              | 1     | 47              | 9          | 5               | 0     | 177             | 28       |
| Las Palmas (kölcsönben) | 2017–18          | La Liga            | 9               | 1         | 2               | 0     | —               | —          | —               | —     | 11              | 1        |
| Las Palmas (kölcsönben) | Összesen         | Összesen           | 9               | 1         | 2               | 0     | 0               | 0          | 0               | 0     | 11              | 1        |
| Atlético Madrid         | 2017–18          | La Liga            | 14              | 1         | 3               | 1     | 6               | 1          | —               | —     | 23              | 3        |
| Atlético Madrid         | 2018–19          | La Liga            | 20              | 0         | 3               | 1     | 4               | 0          | 1               | 0     | 28              | 1        |
| Atlético Madrid         | 2019–20          | La Liga            | 28              | 3         | 1               | 0     | 4               | 0          | 2               | 0     | 35              | 3        |
| Atlético Madrid         | 2020–21          | La Liga            | 10              | 0         | 2               | 0     | 3               | 0          | —               | —     | 15              | 0        |
| Atlético Madrid         | Összesen         | Összesen           | 72              | 4         | 9               | 2     | 17              | 1          | 3               | 0     | 101             | 7        |
| Getafe (kölcsönben)     | 2021–22          | La Liga            | 7               | 0         | 0               | 0     | —               | —          | —               | —     | 7               | 0        |
| Getafe (kölcsönben)     | Összesen         | Összesen           | 7               | 0         | 0               | 0     | 0               | 0          | 0               | 0     | 7               | 0        |
| Las Palmas (kölcsönben) | 2022–23          | La Liga            | 8               | 0         | 0               | 0     | —               | —          | —               | —     | 8               | 0        |
| Las Palmas (kölcsönben) | Összesen         | Összesen           | 8               | 0         | 0               | 0     | 0               | 0          | 0               | 0     | 8               | 0        |
| Karrier összesen        | Karrier összesen | Karrier összesen   | 317             | 53        | 24              | 3     | 64              | 10         | 12              | 0     | 417             | 66       |

1. ↑  Pályára lépés a rájátszásban
2. 1 2 3  Pályára lépés az Európa-ligában
3. 1 2 3  Pályára lépés az UEFA-szuperkupában
4. ↑  Tartalmaz öt mérkőzést és egy gólt a Bajnokok Ligájában, valamint hét mérkőzést és egy gólt az Európa-ligában
5. 1 2 3 4  Pályára lépés a Bajnokok Ligájában
6. ↑  Tartalmaz egy mérkőzést az UEFA-szuperkupábanm valamint két mérkőzést a Spanyol szuperkupában
7. ↑  Pályára lépés a Spanyol szuperkupában

### A válogatottban
| Nemzet        | Év       | pályára lépések | Gólok |
| ------------- | -------- | --------------- | ----- |
| Spanyolország |          |                 |       |
| 2015          | 3        | 0               |       |
| 2016          | 6        | 3               |       |
| 2017          | 3        | 1               |       |
| Összesen      | Összesen | 12              | 4     |

### Góljai a válogatottban
| # | Dátum               | Helyszín                                   | Pályára lépés | Ellenfél        | Gól | Eredmény | Verseny              |
| - | ------------------- | ------------------------------------------ | ------------- | --------------- | --- | -------- | -------------------- |
| 1 | 2016. szeptember 5. | Reino de León, León, Spanyolország         | 5             | Liechtenstein   | 4–0 | 8–0      | 2018-as vb-selejtező |
| 2 | 2016. október 6.    | Juventus Stadion, Torino, Olaszország      | 6             | Olaszország     | 1–0 | 1–1      | 2018-as vb-selejtező |
| 3 | 2016. november 12.  | Nuevo Los Cármenes, Granada, Spanyolország | 8             | Észak-Macedónia | 2–0 | 4–0      | 2018-as vb-selejtező |
| 4 | 2017. március 24.   | El Molinón, Gijón, Spanyolország           | 9             | Izrael          | 2–0 | 4–1      | 2018-as vb-selejtező |

## Sikerei, díjai

### Klub
Sevilla
- Európa-liga: 2014, 2015, 2016
- Spanyol Kupa döntős: 2016
- Spanyol szuperkupa: 2016
- Szuperkupa döntős: 2014, 2015, 2016

 Atlético Madrid
- Spanyol bajnok: 2020–21
- Európa-liga: 2018
- Szuperkupa: 2018

### Egyéni
- A hónap játékosa a La Ligaban: 2015. március[8]